# Hockeyclub Delfshaven
Hockeyclub Delfshaven, opgericht op 2 oktober 2015, is de jongste hockeyclub van Rotterdam.

## Geschiedenis
HC Delfshaven is in het voorjaar van 2015 ontstaan vanuit een ouder initiatief in Rotterdam-West met als doel om hockey in de buurt aan te bieden voor iedereen, ook voor degenen die geen hockey achtergrond hebben. Op 2 oktober 2015 werd de oprichtingsakte ondertekend.
In het seizoen 2015/2016 is gestart met het aanbieden van hockeylessen in gymzalen, stadsparken en op andere locaties in Delfshaven (stadsdeel), samen met de Schoolsportverenigingen (onderdeel van Rotterdam Sportsupport). In het seizoen 2021/2022 doen negentien jeugdteams en zes seniorenteams mee aan de officiële competitie van de KNHB, is er trimhockey en een interne Sevens competitie. In de winter speelt de hockeyclub ook mee met de zaalcompetitie.

### Maatschappelijke betrokkenheid
HC Delfshaven heeft sinds 16 januari 2018 de Sportplusstatus van Rotterdam Sportsupport. Het Sportpluspredicaat is een erkenning voor de maatschappelijke inzet en waarde van de verenigingen voor de stad Rotterdam. 

### Accommodatie
Na verschillende losse locaties op pleintjes, stadsparken en gymzalen heeft de vereniging tijdelijk gebruik gemaakt van een veld op het Lloyd Multiplein, aan de Schiehaven. Sinds september 2019 is HC Delfshaven permanent gevestigd aan de Energieweg 15 in Rotterdam, met een eigen clubhuis en een kunstgrasveld (zand) met ledverlichting. In de zomer van 2022 zal er een tweede veld worden gerealiseerd. Nog steeds wordt er ook hockey aangeboden via de verschillende Schoolsportverenigingen en pleintjes in de verschillende Rotterdamse wijken.
Het clubhuis is destijds ontworpen door architectenbureau Van den Broek en Bakema, tegenwoordig architectenbureau Broekbakema. 